# 왜소 나선 은하

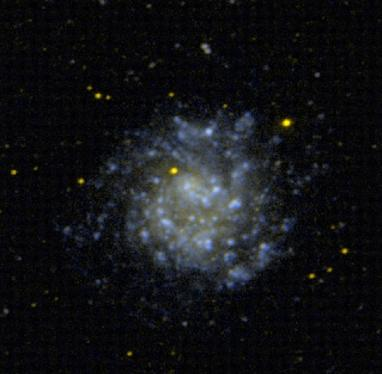
왜소 나선 은하 NGC 5474이다.

왜소 나선 은하(영어: Dwarf spiral galaxy)는 왜소한 나선 은하이다. 왜소 은하의 특징으로는 낮은 광도에, 작은 크기(약 5 kpc보다 작다), 낮은 표면 밝기, 낮은 수소 질량을 가지고 있다는 점이다.
따라서, 왜소 은하는 저표면 밝기 은하의 하위 유형으로 간주된다.

## 희귀성
왜소 나선 은하는 특히 Sa-Sc형의 나선 은하에 대응하는 왜소은하로, 꽤 희귀하다. 그에 비해, 왜소타원은하 및 왜소불규칙은하와 왜소 마젤란형 은하(나선 은하와 불규칙 은하의 중간형 은하)는 매우 흔하다.

## 형태 변형
특히 밀도가 큰 은하단과 같은 환경에서 왜소 나선 은하는 왜소 타원 은하로 변형될 수 있다.

## 예시
- NGC 5474
- NGC 247
- NGC 6503
- NGC 3928
- NGC 625
- NGC 1051
- NGC 1311
- NGC 2188
- IC 4710
- IC 4970

## 위치
발견된 왜소나선은하의 대부분은 은하단의 외곽에 위치해있다. 은하와 은하, 은하단 내부가스 사이의 강한 중력 상호작용은 대부분의 왜소나선은하의 원반을 파괴하게 된다. 그래도 나선 비스무리한 구조의 왜소 은하가 처녀자리 은하단과 머리털자리 은하단 내에서 발견되기도 한다.